# Institut des mondes africains
L’Institut des mondes africains (IMAF) est une unité mixte de recherche (UMR CNRS 8171 et IRD 243) interdisciplinaire associant le CNRS, l'Institut de recherche pour le développement (IRD), l'université Paris 1 Panthéon-Sorbonne, l'université d'Aix-Marseille, l'École pratique des hautes études (EPHE) et l'École des hautes études en sciences sociales (EHESS).
L'IMAF est créé le 1er janvier 2014 par la fusion de trois centres de recherche, le Centre d'études des mondes africains (CEMAf), le Centre d'études africaines (CEAf) et le Centre d’histoire sociale de l’islam méditerranéen (CHSIM).

## Axes de recherche
Les travaux de l'IMAF portent sur l’ensemble du continent africain et les diasporas. À sa création, ils s'ordonnaient autour de six axes :
1. Fabrique et circulation des savoirs
2. Mondialisations africaines dans la longue durée et globalisations
3. Pouvoirs, espaces, mémoires (frontières, mobilisation et dissidence, violence, conflits)
4. Dynamiques religieuses, représentation, expériences
5. L'art du politique, le politique de l'art
6. Genre, corps, subjectivités

En 2025, une nouvelle organisation a été adoptée. Quatre thématiques transversales (Longue durée, Sources, terrains et archives, Écriture alternative et Réflexivité, positionnalité, épistémologies située) parcourent six axes revisités :
1. Genre, corps et pouvoir
2. Fabrique et circulations des savoirs
3. Économies, travail, migrations
4. Pouvoirs, espaces, temporalités et historicités
5. La fabrique du religieux : terrains polyphoniques
6. L’art : politiques de la forme

## Équipe
En 2015, à sa création, l’IMAF regroupait  286 membres dont 25 chercheurs (17 CNRS, 6 IRD et 2 émérites), 30 enseignants-chercheurs, 20 ingénieurs, techniciens et administratifs, 30 post-doctorants et autres chercheurs, 12 jeunes docteurs et 169 doctorants.
En 2025, sans compter les retraités et émérites (37), l'institut fédère 40 chercheuses et chercheurs (CNRS et IRD), 27 enseignants-chercheurs, 12 ingénieurs, techniciens et administratifs, 20 chercheuses et chercheurs d'autres statuts, 9 jeunes docteurs et 96 doctorantes et doctorants.

### Direction
L'IMAF est co-dirigé par Violaine Tisseau, Anne Docquet, Aïssatou Mboj-Pouye, et Marie-Aude Fouéré pour le site d'Aix-en-Provence. Les anciens directeurs sont Pierre Boilley, Eric Jolly, Fabienne Samson et Elena Vezzadini.

## Revues de l'IMAF
L’IMAF est impliqué dans plusieurs revues académiques
- Politique africaine, en collaboration avec Les Afriques dans le Monde (LAM, Bordeaux)[1], publiée par les éditions Karthala[2].
- Afriques. Débats, méthodes et terrains d’histoire, revue en ligne[3].
- Les Cahiers d'études africaines, créés en 1960[4].
- Anthropologie et développement, anciennement Bulletin de l'APAD, publiée par l'Association euro-africaine pour l'anthropologie du changement social et du développement (APAD)[5], en ligne sur revue.org[6].

## Localisation
Le laboratoire est réparti sur deux sites depuis le regroupement des sites parisiens (Ivry, Malher et Raspail) sur le campus Condorcet en septembre 2019 : 
- Le Campus Condorcet, à Aubervilliers,
- La Maison méditerranéenne des sciences de l'homme (MMSH), à Aix-en-Provence.

## Collaborations et réseaux
L’IMAF est membre de l'AEGIS, réseau européen de recherche sur l'Afrique.
Il participe au Groupement d'intérêt scientifique «Études africaines en France», réseau pluridisciplinaire du CNRS consacré à l'Afrique, dont il abrite le secrétariat.
L'IMAF a participé à l'organisation des 3e journées du Réseau des études africaines (REAf) à Bordeaux, en juillet 2014 et a co-organisé la 6e conférence européenne des études africaines (ECAS 2015) à Paris en juillet 2015.

## Bibliothèques
La Bibliothèque de recherches africaines (BRA),située au centre Malher jusqu'en septembre 2019, a intégré le Grand équipement documentaire du Campus Condorcet. Elle y apporte des fonds variés (imprimés, revues, fonds d'archives,…) spécialisés sur les études africaines (histoire, géographie, anthropologie, sciences politiques…).
La bibliothèque du Centre d'études africaines, créée en 1957 et riche de 25 000 monographies et plus de 500 revues, a rejoint en 2011 la Bibliothèque universitaire des langues et civilisations (BULAC - 65, rue des Grands Moulins, 75013 Paris).
À Aix-en-Provence, l'ancienne bibliothèque de l'Institut d'études africaines a intégré la médiathèque de la Maison méditerranéenne des sciences de l'homme.